# Єжи Антоній Лончинський
Єжи Антоній Лончинський (пол. Jerzy Antoni Łączyński; пом. 1754) — польський шляхтич, урядник Корони Польської в Речі Посполитій.

## Життєпис
Представник роду Лончинських, 4-й син новогрудського підкоморія Анджея Лончинського та його дружини Терези Антоніни, доньки Анджея Максиміліана Фредра.
Дідич Куткора, на «ґрунтах» якого заснував містечко Маріянув. Також посідав маєтність Бенькова Вишня (нині с. Вишня, Городоцький район). У Львові у 1730 році видав твір діда А. М. Фредра «Vir consilii…».
Уряди (посади): — перемиський скарбник, жидачівський хорунжий, львівський каштелян, підстароста, гродський суддя.
Перша дружина — Анна з Тенчина Оссолінська, донька жидачівського чесника. Друга дружина — Маріанна Зеленчанка, чесниківна київська. Третя дружина — Тереза з Каршницьких, вдова мечника підляського Францішека Ґалецького; 1738 року заснувала осередок-кіновію Св. Хреста камальдулів за 33000 злотих у Новому Милятині , але через недотримання норм чернечого життя 1 лютого 1745 осередок закрили. 1745 року запросила до Милятина зі Львова ченців кармелітів босих, оселивши їх на місці камедулів, для яких 1755 року записала 33000 злотих.